# Franz Leuthardt (Paläontologe)

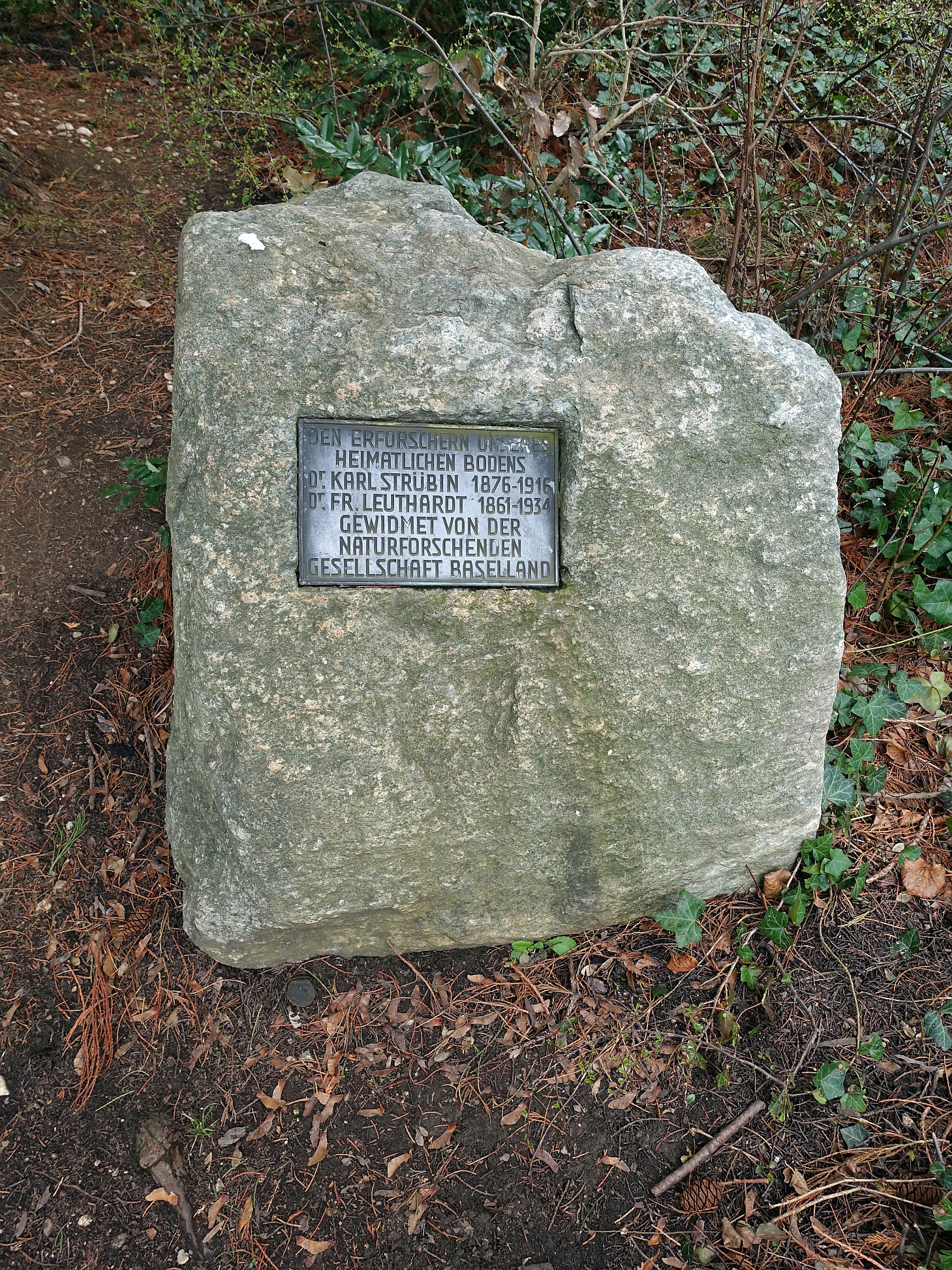
Denkmal-Stein bei Sekundarschule Burg in Liestal

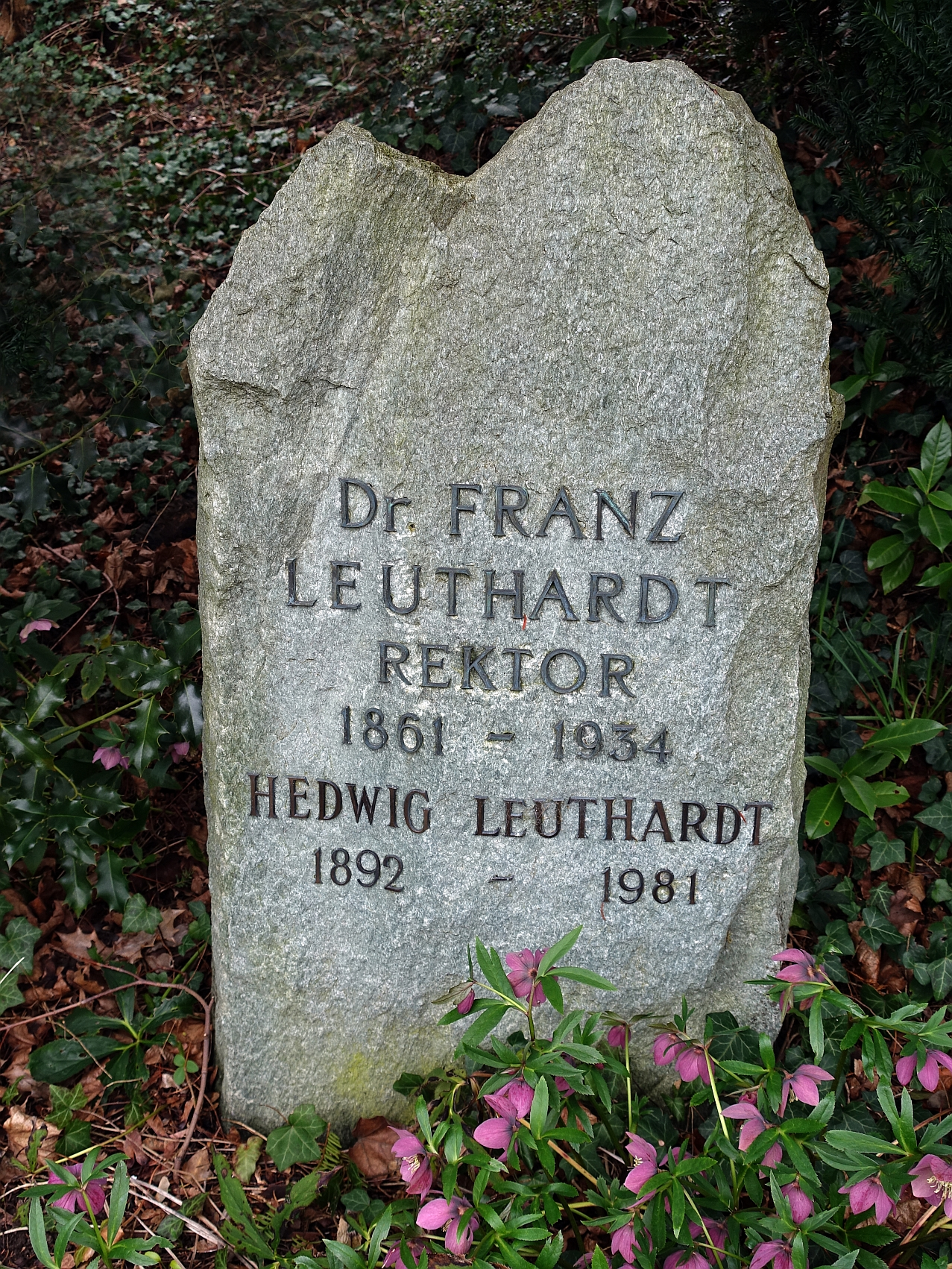
Grabstein auf dem Friedhof Liestal

Franz Leuthardt (* 7. Dezember 1861 in Arlesheim; † 5. Dezember 1934 in Liestal) war ein Schweizer Paläontologe (auch Paläobotaniker) und Geologe.

## Leben
Leuthardt war der Sohn eines Maurers, wuchs in Arlesheim auf und ging in Therwil zur Schule und auf die Gewerbeschule in Basel. Er studierte Zoologie und Geologie an der Universität Basel, war dort von 1884 bis 1889 Assistent des Zoologen Ludwig Rütimeyer (und hielt in dieser Zeit auch Kurse in Zoologie und Vergleichender Anatomie ab) und wurde dort 1888 promoviert. Die Dissertation war über die Reduktion der Finger- und Zehenzahl bei Huftieren (ausgestorbenen und den verschiedenen Stufen der Skelettreduktion rezenter Arten). Von 1889 bis 1936 war er Lehrer an der Bezirksschule Liestal, an der er ab 1919 Rektor war. Außerdem war er von 1893 bis 1934 Konservator am Baselbieter Kantonsmuseum in Liestal, für das er auch den Grundstock der naturhistorischen Sammlung lieferte (mit Insekten, Fossilien und zum Beispiel einem Leopardenschädel). Er publizierte zur Geologie, Paläontologie, Biologie (unter anderem Entomologie) und prähistorischer Archäologie des Gebiets um Basel. Leuthardt gründete 1900 die Naturforschende Gesellschaft Baselland, derer Präsident er bis 1934 war. Auch war er  Präsident der 1906 gegründeten Naturschutzkommission beider Basel. Er hielt viele Vorträge und schrieb für die Basellandschaftliche Zeitung. Leuthardt war Regierungsrat.
Er erstellte auch viele geologische Gutachten unter anderem zur besseren Wasserversorgung. Er erforschte die Stratigraphie der Schweizer Jura und die Keuper-Flora (unter anderem Aufschlüsse an der Birs bei Münchenstein, Ortsteil Neue Welt). Er setzte sich auch für den Naturschutz in seiner Heimat ein.
Leuthard hatte auch Kontakt zu dem Maler und Urgeschichtsforscher Fritz Pümpin. Er ist der Vater des Biochemikers Franz Leuthardt (1903–1985). Einer seiner Schüler in Liestal war der Geologe Karl Strübin, der später selbst Lehrer in Liestal war.

## Ehrungen
Nach Franz Leuthardt wurde der triassische Farn Cladophlebis leuthardtii LEONARDI 1953 benannt.

## Schriften
- Die Keuperflora von Neuewelt bei Basel, I. Teil Phanerogamen. Zürcher und Furrer, Zürich 1903. (Abhandlungen der Schweizer Paläontologischen Gesellschaft; Band 30), S. 1–23. (Digitalisat).
- Die Keuperflora von Neuewelt bei Basel, II. Teil Kryptogamen. Zürcher und Furrer, Zürich 1904. (Abhandlungen der Schweizer Paläontologischen Gesellschaft; Band 31), S. 25–46. (Digitalisat).
- Neue prähistorische und frühgeschichtliche Funde aus Baselland. In: Tätigkeitsbericht der Naturforschenden Gesellschaft Baselland 8 (1926–1930), S. 132–149. (Digitalisat in E-Periodica).
- Die Mineralien des Basler Jura. Ein Beitrag zur Heimatkunde von Baselland. Sonderabdruck aus der Basellandschaftlichen Zeitung, Juli 1931. Lüdin, Liestal 1931.
- Zur Geschichte der geologischen Erforschung des Basler Jura. In: Tätigkeitsbericht der Naturforschenden Gesellschaft Baselland 9 (1930–1932), S. 91–144. (Digitalisat in E-Periodica).

Seine vollständige Publikationsliste ist aufgeführt in der von ihm selbst und Fritz Heinis zusammengestellten Bibliographie der auf dem Gebiet des Kantons Baselland bezüglichen naturwissenschaftlichen und heimatkundlichen Literatur, erschienen im Tätigkeitsbericht der Naturforschenden Gesellschaft Baselland 4 (1907–1911) (Digitalisat), 7 (1922–1925) (Digitalisat), 9 (1930–1932) (Digitalisat) und 11 (1936–1938) (Digitalisat in E-Periodica).